# James Brolin
James Brolin   (Los Angeles, 18 de juliol de 1940) és un actor de cinema i televisió, productor i director estatunidenc guanyador d'un Premi Emmy, principalment reconegut pels seus papers en novel·les, pel·lícules, comèdies, i en televisió.
És el pare de l'actor Josh Brolin i l'espòs de la cantant i actriu Barbra Streisand.

## Biografia

### Primers anys
Brolin va néixer com Craig Kenneth Bruderlin a Los Angeles, Califòrnia. És el gran de dos germans i dues germanes i fill de Helen Sue, un mestressa de casa, i de Henry Bruderlin, un contractista. La família es va establir a Westwood després del seu naixement. Quan era nen, pel que sembla estava més interessat en els animals i en els avions que en l'actuació. Quan Bruderlin tenia deu anys, el 1950, va començar a construir models d'avions i se li va ensenyar com fer perquè volessin. Com un adolescent aficionat al cinema a mitjans de la dècada de 1950, estava particularment fascinat per l'actor James Dean. Quan els seus pares van convidar a un director a  casa seva per sopar abans de fer una sèrie d'audicions, va conèixer a l'actor Ryan O'Neal, que era un any més jove que Brolin, i van travar una amistat que va continuar durant els seus anys com a estudiants de l'Escola Secundària de Los Angeles. No obstant això, els primers intents de Bruderlin per actuar van deixar a la vista la seva sufocant timidesa. La seva seguretat es va incrementar quan O'Neal li va convidar a una agència de reclutament d'actors. Brolin es va graduar a la Universitat el 1958, i la seva família ja l'havia encoratjat per convertir-se en actor igual que O'Neal.

### Principis de la seva carrera
Abans de prendre classes de teatre a l'escola, Brolin va començar a exercir com a actor secundari el 1961, en un episodi de la sèrie de televisió Bus Stop. Aquest paper el va portar a ser contactat per treballar en altres produccions televisives, com ara les sèries Voyage to the Bottom of the Sea, Margie, Love, American Style, Twelve O'Clock High i The Long, Hot Summer. Va tenir tres aparicions com a estrella convidada en la popular sèrie de la dècada de 1960 Batman, al costat d'Adam West i Burt Ward, a més de papers a The Virginian, i a Owen Marshall: Counselor at Law al costat d'Arthur Hill i Lee Majors. També va tenir un paper recurrent en la sèrie de televisió de curta durada The Monroes.
Als 20 anys es va canviar el seu cognom de "Bruderlin" a "Brolin" per convertir-se en James Brolin. Va acceptar un contracte per la 20th Century Fox. Mentre estava a l'escola tractant de tenir èxit com a actor, va conèixer a Clint Eastwood. Brolin també va tenir papers petits en diverses pel·lícules, incloent Take Her, She's Mini (1963), Dear Brigitte (1965), Fantastic Voyage (1966). L'any següent, el seu primer paper important va ser a The Cape Town Affair (1967), però no va tenir èxit en la taquilla. Finalment, Brolin va ser acomiadat per la 20th Century Fox.

### Treballs al cinema
Durant la dècada del 1970, Brolin va començar a tenir papers protagónistes en diverses pel·lícules, incloent Skyjacked (1972), i Westworld (1973). A mitjans dels anys 1970, ja tenia un nom reconegut al món de l'actuació, protagonitzant Gable and Lombard (1976), The Car (1977), Capricorn One (1978), The Amityville Horror (1979) i High Risk (1981). Quan Roger Moore va expressar el seu desig de deixar d'interpretar a James Bond, Brolin es va presentar a una audició per a la següent pel·lícula, Octopussy (1983), encara que finalment Moore va decidir seguir en les pel·lícules.
El 1985, Brolin va parodiar  James Bond en la pel·lícula Pee-Wee's Big Adventure. En una pel·lícula dins d'una altra, va interpretar als personatges de Bond i de Pee-Wee Herman, la versió "real" dels personatges interpretats per Paul Reubens. Se'l coneix com a "PW" i el paper de la promesa de Pee-Wee Herman, "Dottie", és interpretat per Morgan Fairchild.

### Papers a la televisió
Brolin ha protagonitzat tres sèries de televisió en una carrera on porta quatre dècades. Es va molt conegut pels seus papers com el jove i talentós assistent del Dr. Robert Young, el Dr. Steven Kiley, a Marcus Welby, M.D. (1969–1976), com Peter McDermott en la sèrie Hotel (1983–1988), i com el Tinent Coronel Bill "Raven" Kelly en Pensacola: Wings of Gold (1997–2000). També va tenir un paper recurrent com el governador i el candidat a president Robert Ritchie a The West Wing.
El 1968, Brolin va començar a treballar per a Universal Studios, on va tenir una  audició per a un paper protagonista compartit amb l'actor Robert Young a Marcus Welby, M.D. La sèrie va ser un dels programes més vistos de la televisió en la seva època. Brolin va obtenir el paper del Dr. Steven Kiley, un metge jove que treballa amb un altre amb més experiència, i la química entre Young i Brolin va ser molt reeixida, despertant l'atracció del públic femení cada vegada que s'emetia el programa. Durant la seva primera temporada el 1970, Broling va guanyar el Premi Emmy al millor actor de repartiment, i més tard va ser nominat en altres tres ocasions. També va estar nominat per a tres Premis Globo d'Or al millor actor secundari, i el va guanyar en dues ocasions entre 1971 i 1973.
El 1983, Brolin va tornar a la televisió per protagonitzar una altra sèrie popular. Es va unir amb el productor Aaron Spelling per realitzar l'episodi pilot de la novel·la Hotel, per l'ABC. En aquesta novel·la va interpretar a Peter McDermott, un administrador d'un hotel que tracta d'ajudar  tothom a solucionar els seus problemes mentre deixa que, al mateix temps, arribi l'amor a la seva vida. La coprotagonista de la sèrie va ser una actriu nova, Shari Belafonte com la recepcionista de Peter, Julie Gillette. Van participar també les actrius Connie Sellecca, com l'encarregada de la publicitat d'hotel, i la que representava a la seva promesa, Christine Francis, i l'actor Nathan Cook com Billy Griffin, un exconvicte que acaba convertint-se en el millor amic de Peter. Tots ells van tenir una excel·lent relació amb ell. Com Marcus Welby, el programa va ser molt reeixit. Brolin va rebre dues nominacions als Globus d'Or entre 1983 i 1984 per la millor actuació en una sèrie televisiva, però no en va aconseguir guanyar cap. Finalment seria director del programa, a més d'actor. En un episodi d'Hotel, va intervenir qui seria la seva esposa en la vida real, Jan Smithers, com a estrella convidada, i els guionistes van suggerir crear una història per a ells, ja que Brolin estava travessant un difícil divorci en aquest moment. El 1988, després de cinc temporades, Hotel va ser cancel·lada. Aquest mateix any, el seu coprotagonista, Cook, va morir en una reacció al·lèrgica a la penicil·lina, i Brolin va assistir al seu funeral al costat dels seus companys.
Sellecca va dir sobre la química que va tenir amb Brolin a Hotel que "Immediatament em vaig sentir còmoda amb Jim; això és el que ofereix a les dones, seguretat, molta seguretat, i sap donar aquesta sensació". També va dir que "Tenir-l en dos papers diferents va ser una experiència meravellosa". La mort el 1995 de la primera esposa de Brolin, Jane, va portar al fet que l'actor i Selleca s'apropessin més, ja que Connie va ser una de les poques persones a assabentar-se del succés.
Durant la nova dècada, Brolin va actuar a Angel Falls per a la CBS i en Extreme per l'ABC, encara que cap va tenir la popularitat de les seves sèries anteriors.
El 1997, la sort de Brolin va canviar amb la sèrie de televisió Pensacola: Wings of Gold. Va interpretar el paper del Tinent Coronel Bill "Raven" Kelly, el treball del qual era instruir als Marines més joves en una unitat especial, abans de ser promoguts al treball amb un grup de pilots de guerra amb experiència. Brolin va servir com a productor executiu i director de la sèrie. El 2000, no obstant això, el programa va ser cancel·lat a causa de les seves baixes audiències.
També ha treballat en 3 capítols de la sèrie Castle en el paper del pare de Richard Castle.

### Treballs recents
Brolin ha tingut un nombre de papers menors al cinema des de 2000. Aquests inclouen, entre d'altres, el paper del General Ralph Landry, director de l'Oficina del Control Nacional de Drogues en la pel·lícula guanyadora d'un Oscar Traffic (2000); com Jack Barnes a Atrapa'm si pots, de Steven Spielberg (2002); va tenir un paper en la comèdia de 2003 A Guy Thing; va interpretar a Robert Hatch en la comèdia de 2006 The Alibi; com Jack Jennings en la pel·lícula de 2007 The American Standards; com el conductor de TV Frank Harris en la pel·lícula de Richard Shepard The Hunting Party (2007); i com Brian en la pel·lícula de 2009 de Joel Hopkins Mai és tard per enamorar-se amb Emma Thompson i Dustin Hoffman.
A finals de 2003, Brolin anava a interpretar a Ronald Reagan en la pel·lícula per a televisió The Reagans. Després d'unes diferències, problemes amb el llibret i costos elevats, CBS va decidir aturar la producció de The Reagans, i se li va vendre a Showtime, també propietat de Viacom. Brolin va interpretar el paper, i va ser nominat per a un altre premi Emmy, sent la seva cinquena nominació, i per a un Globus d'Or, encara que no en va obtenir cap.
El 2002, Brolin va interpretar al governador Robert Ritchie de Florida, el republicà opositor de Jed Bartlet a la pel·lícula per a televisió The West Wing. El 2005, va aparèixer com a estrella convidada en un episodi de Monk, com Daniel Thorn, l'amo del casino.
El 2012, va interpretar a un espia del govern i pare del protagonista en la segona temporada de la sèrie Castle (ep. 16), apareixent posteriorment en algun episodi més.

### Vida personal
Brolin resideix en Malibu, Califòrnia, amb la seva esposa, Barbra Streisand. Ha estat casat tres vegades.
El 1966, Brolin es va casar amb Jane Cameron Agee, una aspirant a actriu de la Twentieth Century Fox. Van tenir dos fills, Josh (n. 1968), i Jess (n. 1972). Es van divorciar el 1984, després de divuit anys de matrimoni. Jane va morir en un accident de cotxe el 13 de febrer de 1995, un dia després del vintè setè aniversari de Josh. Aquest va dir en l'episodi del 14 d'octubre de 2008 de The Late Show with David Letterman que els seus pares s'havien conegut a Batman, on la seva mare era una executiva de les audicions.
El 1985, Brolin va conèixer a l'actriu Jan Smithers en el set d'Hotel, i es van casar el 1986. La parella va tenir una filla, Molly Elizabeth (1987). Jan Smithers li va demanar el divorci a Brolin el 1995, poques setmanes després de la mort de la seva primera esposa, Jane.
El 1996, Brolin va conèixer a la cantant i actriu Barbra Streisand mitjançant un amic, i es van casar l'1 de juliol de 1998.
També és l'avi de Trevor (n. 1988) i de Eden (n. 1993), del primer matrimoni del seu fill Josh.

## Filmografia
Filmografia:

### Cinema
| Any  | Tìtol                            | Paper                      | Notes |
| ---- | -------------------------------- | -------------------------- | --- |
| 1963 | Take Her, She's Mine             | Mel                        | No surt als crèdits |
| 1965 | Dear Brigitte                    | Student                    | No surt als crèdits |
| 1965 | Von Ryan's Express               | Private Ames               | |
| 1966 | Fantastic Voyage                 | Tècnic                     | |
| 1967 | The Cape Town Affair             | Skip McCoy                 | |
| 1968 | The Boston Strangler             | Detectiu Sergent Phil Lisi | |
| 1972 | Skyjacked                        | Sergent Jerome K. Weber    | |
| 1973 | Westworld                        | John Blane                 | |
| 1976 | Gable and Lombard                | Clark Gable                | |
| 1977 | The Car                          | Capità Wade Parent         | |
| 1978 | Capricorn u (Capricorn One)      | Coronel Charles Brubaker   | |
| 1978 | Steel Cowboy                     | Clayton Ray Dennis         | |
| 1979 | The Amityville Horror            | George Lutz                | |
| 1980 | Night of the Juggler             | Sean Boyd                  | |
| 1981 | High Risk                        | Stone                      | |
| 1985 | Pee-wee's Big Adventure          | Ell mateix                 | Cameo |
| 1990 | Nightmare on the 13th Floor      | Dr. Alan Lanier            | Telefilm |
| 1991 | Ted & Venus                      | Max Waters                 | |
| 1993 | Visions of Murder                | Hal                        | Telefilm |
| 1993 | Paper Hearts                     | Henry                      | |
| 1994 | The Book of Acts                 | Simon Peter                | |
| 1994 | Parallel Lives                   | Nick Dimas                 | |
| 2000 | Traffic                          | General Ralph Landry       | Screen Actors Guild Award for Outstanding Performance                                                                                     |
| 2002 | Catch Me If You Can              | Jack Barnes                | |
| 2002 | The Master of Disguise           | Febbrizio Disguisey        | |
| 2003 | The Reagans                      | Ronald Reagan              | Telefilm Nominada − Globus d'Or al millor actor en minisèrie o telefilm Nominada − Primetime Emmy al millor actor en minisèrie o telefilm |
| 2003 | A Guy Thing                      | Ken Cooper                 | |
| 2006 | The Alibi                        | Robert Hatch               | |
| 2007 | The American Standards           | Jack Jennings              | |
| 2007 | The Hunting Party                | Franklin Harris            | |
| 2007 | Bad Girl Island                  | Terry Bamba                | |
| 2008 | Mai és tard per enamorar-se      | Brian                      | |
| 2008 | Lost City Raiders                | John Kubiak                | |
| 2009 | The Goods: Live Hard, Sell Hard. | Ben Selleck                | |
| 2010 | Burlesque                        | Mr. Anderson               | |
| 2010 | Standing Ovation                 |                            | Productor |
| 2010 | Last Will                        | Detectiu Sloan             | |
| 2011 | A Fonder Heart                   | Craig                      | |
| 2011 | Love, Wedding, Marriage          | Bradley                    | |
| 2013 | Christmas with Tucker            | Bo McCray                  | Telefilm |
| 2014 | Elsa & Fred                      | Max Hayes                  | |
| 2015 | Accidental Love                  | Senador Bramen             | |
| 2015 | The 33                           |                            | |
| 2015 | Sisters                          |                            | |

### Televisió
| Any       | Títol                               | Paper                           | Notes |
| --------- | ----------------------------------- | ------------------------------- | --- |
| 1961      | Follow the Sun                      | Teenager                        | episodi: "The Highest Wall" |
| 1961      | Bus Stop                            | Desconegut                      | episodi: "The Resurrection of Annie Ahearn" |
| 1962      | Margie                              | Freddie Coates                  | episodi: "Madame President" |
| 1965      | Valentine's Day                     | Desconegut                      | episodi: "Two Weeks with Pay" |
| 1965      | Voyage to the Bottom of the Sea     | Spencer                         | episodi: "The Saboteur" |
| 1965      | The Patty Duke Show                 | Hank                            | episodi: "Patty Meets the Great Outdoors" |
| 1965      | Daniel Boone                        | Member of the Lost Colony, Mark | episodi: "The Lost Colony" |
| 1966–1967 | The Monroes                         | Dalton Wales                    | 4 episodis |
| 1966–1967 | Batman                              | Various                         | 4 episodis |
| 1969–1976 | Marcus Welby, M.D.                  | Dr. Steven Kiley                | 172 episodis Globus d'Or al millor actor secundari en sèrie, minisèrie o telefilm (1971, 1973) Primetime Emmy al millor actor secundari en sèrie de televisió dramàtica (1970) Nominada − Globus d'Or al millor actor secundari en sèrie, minisèrie o telefilm (1972) Nominada − Primetime Emmy al millor actor secundari en sèrie dramàtica (1971, 1972, 1973) |
| 1972      | Owen Marshall: Counselor at Law     | Zack Jamison                    | episodi: "Shine a Light on Me" |
| 1974      | Owen Marshall: Counselor at Law     | Dr. Steven Kiley                | episodi: "I've Promised You a Pare, Part 2" |
| 1983–1988 | Hotel                               | Peter McDermott                 | 115 episodis Nominada − Globus d'Or al millor actor en sèrie de televisió dramàtica (1984, 1985) |
| 1990      | The Earth Day Special               | Doctor                          | |
| 1995      | Extreme                             | Reese Wheeler                   | 7 episodis |
| 1996      | Hart to Hart: Hart's In High Saison | Elliot                          | Telefilm |
| 1997      | Roseanne                            | Edgar Wellman, Jr.              | 2 episodis |
| 1997–2000 | Pensacola: Wings of Gold            | Tinent Coronel Bill Kelly       | 66 episodis |
| 1997      | Beyond Belief: Fact or Fiction      | Host                            | 6 episodis |
| 2002      | The West Wing                       | Governor Robert Ritchie         | 2 episodis |
| 2005      | Monk                                | Daniel Thorn                    | episodi: "Mr. Monk Goes to Vegas" |
| 2008      | Law & Order: SVU                    | Coronel Richard Finley          | episodi: "Lunacy" |
| 2009      | Psych                               | Xèrif Hank Mendel               | episodi: "High Noon-ish" |
| 2010      | Blackout                            | Terrance Danfield               | 3 episodis |
| 2013–2014 | Castle                              | Jackson Hunt                    | 2 episodis |
| 2013      | Community                           | William Winger                  | episodi: "Cooperative Escapism in Familial Relations" |